# Lista doblemente enlazada
En ciencias de la computación, una lista doblemente enlazada es una estructura de datos que consiste en un conjunto de nodos enlazados secuencialmente. Cada nodo contiene tres campos, dos para los llamados enlaces, que son referencias al nodo siguiente y al anterior en la secuencia de nodos, y otro más para el almacenamiento de la información (en este caso un entero). El enlace al nodo anterior del primer nodo y el enlace al nodo siguiente del último nodo, apuntan a un tipo de nodo que marca el final de la lista, normalmente un nodo centinela o puntero null, para facilitar el recorrido de la lista. Si existe un único nodo centinela, entonces la lista es circular a través del nodo centinela. 
El doble enlace de los nodos permite recorrer la lista en cualquier dirección. Mientras que agregar o eliminar un nodo en una lista doblemente enlazada requiere cambiar más enlaces que en estas mismas operaciones en una lista enlazada simple, las operaciones son más simples porque no hay necesidad de mantener guardado el nodo anterior durante el recorrido, ni necesidad de recorrer la lista para hallar el nodo anterior, la referencia al nodo que se quiere eliminar o insertar es lo único necesario.

## Nomenclatura e implementación
El primer y el último nodo de una lista doblemente enlazada son accesibles inmediatamente (o sea, accesibles sin necesidad de recorrer la lista, y usualmente llamados cabeza y cola) y esto permite recorrerla desde el inicio o el final de la lista, respectivamente. Cualquier nodo de la lista doblemente enlazada, una vez obtenido, puede ser usado para empezar un nuevo recorrido de la lista, en cualquier dirección (hacia el principio o el final), desde el nodo dado.
Los enlaces de un nodo de una lista doblemente enlazada son frecuentemente llamados anterior y siguiente o antecesor y sucesor. Las referencias guardadas en los enlaces son usualmente implementadas como punteros,pero también podrían ser índices de un array donde están los nodos.

## Algoritmos Básicos

### Lista doblemente enlazada
```
record
 
NodoDoblementeEnlazado
 {
    siguiente 
// Una referencia al nodo siguiente

    anterior 
// Una referencia al nodo anterior

    dato 
// dato o referencia al dato 

 }
```

```
record
 
ListaDoblementeEnlazada
 {
     
NodoDoblementeEnlazado
 primerNodo   
// referencia al primer nodo de la lista

     
NodoDoblementeEnlazado
 ultimoNodo    
// referencia al último nodo de la lista

}
```

#### Recorriendo la lista
Recorrer una lista doblemente enlazada puede ser en cualquier dirección. De hecho, la dirección del recorrido puede cambiar muchas veces, si se desea. Recorrido es frecuentemente llamado iteración.
Hacia adelante
```
nodo  := lista.primerNodo
 
while
 nodo ≠ 
null

     <Hacer algo con nodo.dato>
     nodo  := nodo.siguiente 
```

Hacia atrás
```
nodo  := lista.ultimoNodo    
 
while
 nodo ≠ 
null

     <Hacer algo con nodo.dato>
     nodo  := nodo.anterior 
```

#### Insertando un nodo
Estas funciones insertan un nodo ya sea adelante o atrás de un nodo dado:
```
function
 InsertaAtras(
Lista
 lista, 
Nodo
 nodo, 
Nodo
 nuevoNodo)
     nuevoNodo.anterior  := nodo
     nuevoNodo.siguiente  := nodo.siguiente  
     
if
 nodo.siguiente  == 
null

         lista.ultimoNodo  := nuevoNodo
     
else

         nodo.siguiente.anterior := nuevoNodo
     nodo.siguiente  := nuevoNodo
```

```
function
 InsertaAdelante(
Lista
 lista, 
Nodo
 nodo, 
Nodo
 nuevoNodo)
     nuevoNodo.anterior  := nodo.anterior  
     nuevoNodo.siguiente  := nodo
     
if
 nodo.anterior  == 
null

         lista.primerNodo  := nuevoNodo
     
else

         nodo.anterior.siguiente  := nuevoNodo
     nodo.anterior  := nuevoNodo
```

También necesitamos una función para insertar un nodo al principio de una lista posiblemente vacía:
```
function
 InsertaAlPrincipio(
Lista
 lista, 
Nodo
 nuevoNodo)
     
if
 lista.primerNodo == 
null

         lista.primerNodo := nuevoNodo
         lista.ultimoNodo   := nuevoNodo
         nuevoNodo.anterior  := null
         nuevoNodo.siguiente  := null
     
else

         InsertaAtras(lista, lista.primerNodo , nuevoNodo)
```

La siguiente función inserta al final:
```
function
 InsertaAlFinal(
Lista
 lista, 
Nodo
 nuevoNodo)
     
if
 lista.ultimoNodo == 
null

         InsertaAlPrincipio(lista, nuevoNodo)
     
else

         InsertatAdelante(lista, lista.ultimoNodo, nuevoNodo)
```

#### Borrando un Nodo
Eliminar un nodo es más fácil que insertar, pero requiere un manejo especial si el nodo a eliminar es el primerNodo o el ultimoNodo:
```
function
 Elimina(
Lista
 lista, 
Nodo
 nodo)
   
if
 nodo.anterior == 
null

       lista.primerNodo  := nodo.siguiente
   
else

       nodo.anterior.siguiente := nodo.siguiente
   
if
 nodo.siguiente== 
null

       lista.ultimoNodo  := nodo.anterior
   
else

       nodo.siguiente.anterior := nodo.anterior
   
destroy
 nodo
```

Una sutil consecuencia del procedimiento de arriba es que eliminando el último nodo de una lista asigna a primerNodo y a ultimoNodo a null, y de esta forma maneja correctamente eliminar el último nodo de una lista de un solo elemento. Tampoco necesitamos separar los métodos "EliminarAtras" o "EliminarAdelante", porque en una lista doblemente enlazada podemos usar "Elimina(nodo.anterior)" o "Elimina(nodo.siguiente)" cuando sea válido. También se asume que está garantizado que el nodo siendo eliminado existe. Si el nodo no existe en la lista, entonces algún manejo de error será requerido.

### Lista Doblemente Enlazada Circular

#### Recorriendo la lista
Asumir que algunNodo es algún nodo en una lista no vacía, este código recorre la lista empezando por' 'algunNodo:
Hacia adelante
```
nodo  := algunNodo
 
do

     <Hacer algo con nodo.dato>
     nodo  := nodo.siguiente
 
while
 nodo ≠ algunNodo
```

Hacia atrás
```
nodo  := algunNodo
 
do

     <Hacer algo con nodo.dato>
     nodo  := nodo.anterior
 
while
 nodo ≠ algunNodo
```

Notar que la condición se ejecuta al final del ciclo. Esto es importante para el caso en que la lista contiene el único nodo algunNodo.

#### Insertar un Nodo
Esta simple función inserta un nodo en una lista doblemente enlazada circular delante de un elemento dado:
```
function
 InsertaDelante(
Nodo
 nodo, 
Nodo
 nuevoNodo)
     nuevoNodo.siguiente  := nodo.siguiente  
     nuevoNodo.anterior  := nodo
     nodo.siguiente.anterior  := nuevoNodo
     nodo.siguiente       := nuevoNodo
```

Para hacer un "InsertaAtras" podemos hacer simplemente "InsertaDelante(nodo.anterior, nuevoNodo)".
Insertar un elemento en una lista posiblemente vacía requiere una función especial:
```
function
 InsertaAlFinal(
Lista
 lista, 
Nodo
 nodo)
     
if
 lista.ultimoNodo == 
null

         nodo.anterior := nodo
         nodo.siguiente := nodo
     
else

         InsertaDelante(lista.ultimoNodo, nodo)
     lista.ultimoNodo:= nodo
```

Para insertar en el principio simplemente hacemos "InsertaDelante(lista.ultimoNodo , nodo)".
Finalmente para eliminar un nodo debemos lidiar con el caso donde la lista es vacía:
```
function
 Elimina(
Lista
 lista, 
Nodo
 nodo)
     
if
 nodo.siguiente == nodo
         lista.ultimoNodo := 
null

     
else

         nodo.siguiente.anterior := nodo.anterior
         nodo.anterior.siguiente := nodo.siguiente
         
if
 nodo == lista.ultimoNodo
             lista.ultimoNodo:= nodo.anterior;
     
destroy
 nodo
```

## Implementaciones en Java

### Lista doblemente enlazada
```
class
 
NodoDoble
{

    
int
 
informacion
;

    
NodoDoble
 
siguiente
,
 
anterior
;

    

    
public
 
NodoDoble
(
int
 
info
){

        
informacion
=
info
;

        
siguiente
=
null
;

        
anterior
=
null
;

    
}

}

public
 
class
 
ListaDoblementeEnlazada
{

    
NodoDoble
 
inicio
,
 
fin
;

    

    
public
 
ListaDoblementeEnlazada
(){

        
inicio
=
fin
=
null
;

    
}

    

    
boolean
 
estaVacia
(){

        
if
(
inicio
 
==
 
null
 
&&
 
fin
 
==
 
null
)

            
return
 
true
;

        
return
 
false
;

    
}

    

    
void
 
insertarEnfrente
(
int
 
dato
){

        
NodoDoble
 
nodito
=
new
 
NodoDoble
(
dato
);

        
if
(
estaVacia
()
==
true
){

            
inicio
=
nodito
;

            
fin
=
nodito
;

        
}

        
else
{

            
nodito
.
siguiente
=
inicio
;

            
inicio
.
anterior
=
nodito
;

        
}

        
inicio
=
nodito
;

    
}

    

    
void
 
insertarAtras
(
int
 
dato
){

        
NodoDoble
 
nodito
=
new
 
NodoDoble
(
dato
);

        
if
(
estaVacia
()
==
true
){

            
inicio
=
nodito
;

            
fin
=
nodito
;

        
}

        
else
{

            
fin
.
siguiente
=
nodito
;

            
nodito
.
anterior
=
fin
;

        
}

        
fin
=
nodito
;

    
}

    

    
void
 
eliminarEnfrente
(){

        
if
(
estaVacia
()
==
true
){

            
System
.
out
.
println
(
"Lista vacía, no se puede eliminar"
);

        
}

        
else
 
if
(
inicio
 
==
 
fin
){

            
inicio
=
null
;

            
fin
=
null
;

        
}

        
else
{

            
NodoDoble
 
auxiliar
=
inicio
;

            
System
.
out
.
println
(
"El dato que fue eliminado es: "
+
inicio
.
informacion
);

            
inicio
=
inicio
.
siguiente
;

            
auxiliar
.
anterior
=
null
;

            
auxiliar
.
siguiente
=
null
;

            
inicio
.
anterior
=
null
;

        
}

    
}

    

    
void
 
eliminarAtras
(){

        
if
(
estaVacia
()
 
==
 
true
){

            
System
.
out
.
println
(
"Lista vacía, no se puede eliminar"
);

        
}

        
else
 
if
(
inicio
 
==
 
fin
){

            
inicio
=
null
;

            
fin
=
null
;

        
}

        
else
{

            
NodoDoble
 
auxiliar
=
fin
;

            
System
.
out
.
println
(
"El dato que fue eliminado es: "
+
fin
.
informacion
);

            
fin
=
fin
.
anterior
;

            
fin
.
siguiente
=
null
;

            
auxiliar
.
anterior
=
null
;

            
auxiliar
.
siguiente
=
null
;

        
}

    
}

    

    
void
 
imprimirListaIzqDer
(){
//Impresion de inicio a fin

        
if
(
estaVacia
()
 
==
 
true
){

            
System
.
out
.
println
(
"Lista vacía"
);

        
}

        
else
 
if
(
inicio
 
==
 
fin
){

           
System
.
out
.
println
(
inicio
.
informacion
);

        
}

        
else
{

            
NodoDoble
 
auxiliar
=
inicio
;

            
while
(
auxiliar
 
!=
 
null
){

                
System
.
out
.
println
(
auxiliar
.
informacion
+
" "
);

                
auxiliar
=
auxiliar
.
siguiente
;

            
}

        
}

    
}

    

    
void
 
imprimirListaDerIzq
(){
//Impresion de fin a inicio

        
if
(
estaVacia
()
 
==
 
true
){

            
System
.
out
.
println
(
"Lista vacía"
);

        
}

        
else
 
if
(
inicio
 
==
 
fin
){

           
System
.
out
.
println
(
inicio
.
informacion
);

        
}

        
else
{

            
NodoDoble
 
auxiliar
=
fin
;

            
while
(
auxiliar
 
!=
 
null
){

                
System
.
out
.
println
(
auxiliar
.
informacion
+
" "
);

                
auxiliar
=
auxiliar
.
anterior
;

            
}

        
}

    
}

    

    
public
 
static
 
void
 
main
(
String
 
arrr
[]
){

        
ListaDoblementeEnlazada
 
listita
 
=
 
new
 
ListaDoblementeEnlazada
();

        
listita
.
insertarEnfrente
(
19
);

        
listita
.
insertarAtras
(
28
);

        
listita
.
insertarEnfrente
(
11
);

        
listita
.
insertarAtras
(
51
);

        
listita
.
eliminarEnfrente
();

        
listita
.
imprimirListaIzqDer
();

        
listita
.
insertarAtras
(
9
);

        
listita
.
imprimirListaIzqDer
();

        
listita
.
eliminarAtras
();

        
listita
.
imprimirListaDerIzq
();

    
}

}

```

### Lista doblemente enlazada circular
```
class
 
NodoDoble
{

    
int
 
informacion
;

    
NodoDoble
 
siguiente
,
 
anterior
;

    

    
public
 
NodoDoble
(
int
 
info
){

        
informacion
=
info
;

        
siguiente
=
null
;

        
anterior
=
null
;

    
}

}

class
 
ListaDoblementeEnlazadaCircular
{

    
NodoDoble
 
inicio
;

    

    
public
 
ListaDoblementeEnlazadaCircular
(){

        
inicio
=
null
;

    
}

    

    
void
 
estaVacia
(){

        
if
(
inicio
 
==
 
null
)

            
return
 
true
;

        
return
 
false
;

    
}

    

    
void
 
insertarEnfrente
(
int
 
dato
){

        
NodoDoble
 
nodito
=
new
 
NodoDoble
(
dato
);

        
if
(
estaVacia
()
==
true
){

            
inicio
=
nodito
;

            
inicio
.
siguiente
=
inicio
;

            
inicio
.
anterior
=
inicio
;

        
}

        
else
{

            
nodito
.
siguiente
=
inicio
;

            
inicio
.
anterior
.
siguiente
=
nodito
;

            
nodito
.
anterior
=
inicio
.
anterior
;

            
inicio
.
anterior
=
nodito
;

        
}

        
inicio
=
nodito
;

    
}

    

    
void
 
insertarAtras
(
int
 
dato
){

        
NodoDoble
 
nodito
=
new
 
NodoDoble
(
dato
);

        
if
(
estaVacia
()
==
true
){

            
inicio
=
nodito
;

            
inicio
.
siguiente
=
inicio
;

            
inicio
.
anterior
=
inicio
;

        
}

        
else
{

            
nodito
.
siguiente
=
inicio
;

            
inicio
.
anterior
.
siguiente
=
nodito
;

            
nodito
.
anterior
=
inicio
.
anterior
;

            
inicio
.
anterior
=
nodito
;

        
}

    
}

    

    
void
 
eliminarEnfrente
(){

        
if
(
estaVacia
()
==
true
){

            
System
.
out
.
println
(
"Lista vacía, no se puede eliminar"
);

        
}

        
else
 
if
(
inicio
 
==
 
inicio
.
siguiente
){

            
inicio
=
null
;

        
}

        
else
{

            
NodoDoble
 
auxiliar
=
inicio
;

            
System
.
out
.
println
(
"El dato que fue eliminado es: "
+
inicio
.
informacion
);

            
inicio
=
inicio
.
siguiente
;

            
auxiliar
.
anterior
.
siguiente
=
inicio
;

            
inicio
.
anterior
=
auxiliar
.
anterior
;

            
auxiliar
.
anterior
=
null
;

            
auxiliar
.
siguiente
=
null
;

        
}

    
}

    

    
void
 
eliminarAtras
(){

        
if
(
estaVacia
()
 
==
 
true
){

            
System
.
out
.
println
(
"Lista vacía, no se puede eliminar"
);

        
}

        
else
 
if
(
inicio
 
==
 
inicio
.
siguiente
){

            
inicio
=
null
;

        
}

        
else
{

            
NodoDoble
 
auxiliar
=
inicio
.
anterior
;

            
System
.
out
.
println
(
"El dato que fue eliminado es: "
+
fin
.
informacion
);

            
auxiliar
.
anterior
.
siguiente
=
inicio
;

            
inicio
.
anterior
=
auxiliar
.
anterior
;

            
auxiliar
.
anterior
=
null
;

            
auxiliar
.
siguiente
=
null
;

        
}

    
}

    

    
void
 
imprimirListaIzqDer
(){
//Impresion de inicio a fin

        
if
(
estaVacia
()
 
==
 
true
){

            
System
.
out
.
println
(
"Lista vacía"
);

        
}

        
else
 
if
(
inicio
 
==
 
inicio
.
siguiente
){

           
System
.
out
.
println
(
inicio
.
informacion
);

        
}

        
else
{

            
NodoDoble
 
auxiliar
=
inicio
;

            
do
{

                
System
.
out
.
println
(
auxiliar
.
informacion
+
" "
);

                
auxiliar
=
auxiliar
.
siguiente
;

            
}
while
(
auxiliar
 
!=
 
inicio
);

        
}

    
}

    

    
void
 
imprimirListaDerIzq
(){
//Impresion de fin a inicio

        
if
(
estaVacia
()
 
==
 
true
){

            
System
.
out
.
println
(
"Lista vacía"
);

        
}

        
else
 
if
(
inicio
 
==
 
inicio
.
siguiente
){

           
System
.
out
.
println
(
inicio
.
informacion
);

        
}

        
else
{

            
NodoDoble
 
auxiliar
=
inicio
.
previo
;

            
do
{

                
System
.
out
.
println
(
auxiliar
.
informacion
+
" "
);

                
auxiliar
=
auxiliar
.
previo
;

            
}
while
(
auxiliar
 
!=
 
inicio
.
previo
);

        
}

    
}

    

    
public
 
static
 
void
 
main
(
String
 
arrr
[]
){

        
ListaDoblementeEnlazadaCircular
 
listita
 
=
 
new
 
ListaDoblementeEnlazadaCircular
();

        
listita
.
insertarEnfrente
(
19
);

        
listita
.
insertarAtras
(
28
);

        
listita
.
insertarEnfrente
(
11
);

        
listita
.
insertarAtras
(
51
);

        
listita
.
insertarAtras
(
9
);

        
listita
.
imprimirListaIzqDer
();

        
listita
.
eliminarAtras
();

        
listita
.
imprimirListaDerIzq
();

    
}

}

```